# ジャクリーヌ・デュ・プレ
ジャクリーヌ・デュ・プレ,OBE（Jacqueline du Pré、1945年1月26日 - 1987年10月19日）は、イギリスのチェロ奏者。同郷であるエルガーの協奏曲の演奏はよく知られている。

## 生涯
イギリス・オックスフォードで教育熱心な家庭の次女として生まれたデュ・プレは、4歳の時にラジオでチェロの音楽を聞いたことがきっかけでチェロの演奏を志す。最初、母親のアイリス・デュ・プレからチェロの演奏を習い、5歳からはロンドン・チェロ・スクールで姉のヒラリー・デュ・プレとともに正式に音楽演奏家としての道に踏み出す。才能はすぐに開花し、10歳のときには既に国際的なコンクールに入賞、12歳でBBC主催のコンサートで演奏を行っている。ロンドン・チェロ・スクールの次に入学したギルドホール音楽学校ではウィリアム・プリースに師事し、師を「チェロのパパ」と呼んで慕った。当時の使用楽器は彼女の名付け親で支援者のイスメナ・ホーランドから贈られた1673年製ストラディヴァリウス。
正式なデビューは1961年にロンドンで行われた。同年にはエルガーのチェロ協奏曲を録音し、16歳にして早くもチェロ演奏家として国際的な名声を得る。
この演奏を行う際に、ストラディバリが制作した60余りのチェロの中でも指折りの銘器と言われる1713年製ストラディヴァリウス “ダヴィドフ”を贈られる。デュ・プレはその後、生涯を通してダヴィドフを用いて演奏を行い、その「予測不能さ」に悩みかつ愛した。
16歳の衝撃的なデビュー以降、イギリスの国民的な音楽祭「プロムス」にもエルガーのチェロ協奏曲の独奏者として常連のように出演。まだ少女の面影を残すデュ・プレが悲壮的なエルガーのチェロ協奏曲を弾いたことなどがきっかけとなり、イギリス国内で大衆的な人気を集めた。
チェロ演奏家として不動の地位を確立した後、1966年末に21歳でピアノ演奏家で指揮者でもあるダニエル・バレンボイムと結婚。夫となったバレンボイムとは数々の演奏を残した。バレンボイムはデュ・プレにセルジオ・ペレッソン製作の近代的チェロを贈っている。
1971年（26歳）に指先などの感覚が鈍くなってきたことに気付く。この症状は徐々に悪化し、1973年初の演奏旅行のときには既に満足のいく演奏が行えなくなっていた。同年秋に多発性硬化症と診断され、チェロ演奏家として事実上引退。その後の数年間はチェロの教師として後進の育成を行っていた。1975年にはエリザベス2世女王からOBE勲章を授与されている。多発性硬化症の進行により、1987年に42歳で死去した。

## 特徴
1961年から73年までの約12年間の活動期間中に残された録音の多くは、集中度の高い情熱的な演奏が特徴で、現在も名盤とされる。演奏スタイルが情熱的すぎるとの批判はデビュー前から多かったが、悲壮的な雰囲気の強いエルガーのチェロ協奏曲や、ショパン最後の楽曲となったチェロソナタなど、情緒的な色彩の強い楽曲の演奏に関しては卓越した才能を発揮した。全盛期の録音は1960年代のものが多く、現在のデジタル技術を用いたものと比べると録音状態の悪さは否めないが、その悲劇的な後半生とも相まって今でも多くのファンを集めている。
エルガー以外の代表的な演奏として、ハイドン、ドヴォルザーク、ディーリアスらのチェロ協奏曲、夫・ダニエル・バレンボイムと共演したブラームスのチェロソナタがある。

## 略歴
- 1945年、イギリス・オックスフォードで生まれる。フランス風の姓は先祖がジャージー島出身であることに由来する。4歳からチェロを始め、ロンドンのチェロ学校からギルドホール音楽学校に入学し、ウィリアム・プリースに師事。
- 1960年、同校のエリザベス女王特別賞を受賞。
- 1961年、16歳でロンドンでデビュー。
- 1965年、BBC交響楽団とのアメリカ演奏旅行でエルガーのチェロ協奏曲を弾き、「カザルスに匹敵する」と絶賛を浴びる。この間、ポール・トルトゥリエ、パブロ・カザルス、ムスティスラフ・ロストロポーヴィチらの巨匠に師事。
- 1966年末、当時の若手演奏家たちとの交流の中で、ピアニスト・指揮者のダニエル・バレンボイムと21歳で結婚。
- 1973年、4月に来日したものの、体調不良により演奏会はすべてキャンセルされ、そのまま演奏活動から引退を余儀なくされた。28歳。
- 1973年秋に多発性硬化症と診断された。
- 1978年、プロコフィエフ作『ピーターと狼』の演奏会にナレーション参加。
- 1987年、多発性硬化症のため42歳で死去。

## 関連文献
- 『ジャクリーヌ・デュ・プレ』 Jacqueline du Pré: A Biography

キャロル・イーストン著、青玄社、1992年7月、ISBN 4-915614-16-6
- 『風のジャクリーヌ　ある真実の物語』 A Genius in the Family: Intimate Memoir of Jacqueline du Pré

ヒラリー・デュ・プレ、ピアス・デュ・プレ著、ショパン、1999年11月、ISBN 4-88364-132-5

## その他
- 映画『ほんとうのジャクリーヌ・デュ・プレ』 Hilary and Jackie （1998年）

姉のヒラリーと弟のピアスの共著『風のジャクリーヌ』が原作。